# ZU-23-2M Wróbel
ZU-23-2M Wróbel – podwójnie sprzężona uniwersalna armata morska kalibru 23 mm, opracowana w Polsce w latach 70. XX wieku, używana na polskich okrętach od połowy lat 80. XX wieku. Ulepszoną wersją rozwojową jest zestaw rakietowo-artyleryjski ZU-23-2MR Wróbel II.

## Historia
Armata morska ZU-23-2M powstała w celu zastąpienia przestarzałej armaty 2M-3M kalibru 25 mm konstrukcji radzieckiej, używanej na lżejszych okrętach polskiej Marynarki Wojennej jako broń przeciwlotnicza. Przewidziano ją do montowania na okrętach, na których nie mieściła się armata automatyczna AK-230, wymagająca dla instalacji odpowiedniej ilości miejsca pod pokładem, a przy tym droższa i importowana z ZSRR. 
Nowa armata została oparta na produkowanej w Polsce na licencji radzieckiej w Zakładach Mechanicznych „Tarnów” lądowej holowanej armacie przeciwlotniczej ZU-23-2. Prace nad opracowaniem jej adaptacji do wersji morskiej rozpoczęto w 1970 roku na Wojskowej Akademii Technicznej. Projekt otrzymał początkowo kryptonim Sekretarz (od gatunku ptaka), zmieniony następnie na Wróbel. Po zatwierdzeniu wymagań taktyczno-technicznych armaty, w 1972 roku powstał projekt wstępny, po czym dalsze prace podjęto w Ośrodku Badawczo-Rozwojowym Sprzętu Mechanicznego w Tarnowie. W 1975 roku powstały trzy prototypy, z których dwa przetestowano na morzu od lutego do września 1976 roku na pokładzie trałowca ORP „Czajka” proj. 206F. Próby wykazały wady, jak wibracje, wadliwe rozwiązanie napędów i przypadki samoodpaleń przy przeładowaniu. W 1979 roku wykonano dalsze zmodyfikowane sześć prototypów. Po skróconych próbach w sierpniu na ORP „Czajka” i próbach od października do grudnia tego roku na lądzie, armatę skierowano do produkcji pod nazwą ZU-23-2M Wróbel („M” zapewne od „morska”). Spotyka się także nazwy dla armaty ZU-23-2M: PAM-23 (Przeciwlotnicza Armata Morska) lub 23-2PAM, a także Wróbel I (w celu odróżnienia od Wróbel II).
Na skutek skrócenia testów z uwagi na opóźnienie projektu, w toku eksploatacji pierwszych serii ujawniły się niedomagania, m.in. mechanizmów przeładowania oraz napędów hydraulicznych. Były one sukcesywnie usuwane, na skutek czego produkowane w kolejnych seriach armaty różniły się od siebie. W 1983 roku wprowadzono nowy mechanizm przeładowania. Ogółem w latach 80. ZM Tarnów i OB-R SM Tarnów wykonały około 50 armat ZU-23-2M, które zamontowano na polskich okrętach. Produkcję zakończono w 1990 roku. Opracowano następnie udoskonaloną wersję armaty - zestaw rakietowo-artyleryjski ZU-23-2MR Wróbel II.
Zestawy prototypowe były eksploatowane próbnie w pierwszej połowie lat 80. na trałowcu ORP „Czajka”, lecz zostały następnie zamienione z powrotem na zestawy 2M-3M. Zestawy seryjne zastępowały 2M-3M na niektórych okrętach począwszy od połowy lat 80.  – jednymi z pierwszych były oba okręty szkolne typu Wodnik w 1985 roku. Pierwszym nowym okrętem, który wszedł do służby z armatą ZU-23-2M, był trałowiec ORP „Bukowo” (23 czerwca 1985). 

## Zastosowanie
Armaty ZU-23-2M były lub są zamontowane na okrętach polskiej Marynarki Wojennej (podana liczba zestawów na jeden okręt):
- 1 korweta proj. 620 ORP „Kaszub” (3 zestawy)[1]
- 11 kutrów zwalczania okrętów podwodnych proj. 918M (po 1 zestawie - zastąpiły 2M-3M)[5]
- 5 kutrów patrolowych proj. 918 (po 1 zestawie - zastąpiły armaty 2M-3M)[6]
- 1 trałowiec proj. 206F ORP „Czajka” (zestawy prototypowe, następnie zamienione na 2M-3M)[2]
- 1 trałowiec bazowy proj. 207D ORP „Gopło” (1 zestaw - zastąpił 2M-3M)[4]
- 12 trałowców bazowych proj. 207P (po 1 zestawie)[1]
- 1 okręt transportowo-minowy proj. 767 ORP „Gniezno” (po 4 zestawy później zastąpione zestawami Wróbel II)[1]
- 3 kutry transportowe proj. 716 (po 1 zestawie)[1]
- 2 okręty szkolne projektu 888: ORP „Wodnik” i ORP „Gryf” (po 2 zestawy - od 1985 zastąpiły armaty 2M-3M)[3]
- 1 zbiornikowiec paliwowy proj. B199 Z-8 (2 zestawy, zastąpiły 2M-3M)[7]
- 1 zbiornikowiec paliwowy proj. ZP-1200 ORP „Bałtyk” (2 zestawy)[1]
- 1 zbiornikowiec wodny proj. ZW2 Z-9 (2 zestawy, zastąpiły armaty 2M-3M)[7]
- 3 pływające stacje demagnetyzacyjne projektu B208 (po 1 zestawie - zastąpiły 2M-3M)
- 2 poławiacze torped K-11 oraz K-8 typu Kormoran (po 1 zestawie).

Inne państwa:
- 1 trałowiec „Imanta” proj. 89.2 marynarki Łotwy (2 zestawy i 1 ZU-23-2MR zamontowane w 1994)[8]
- 1 trałowiec „Viesturs” proj. 89.2 marynarki Łotwy (1 zestaw zdjęty z „Imanta”, przed 1999)[8][9]
- 1 kuter patrolowy „Zibens” proj. 205 zmodyfikowanego marynarki Łotwy (1 zestaw na rufie, zdjęty z „Imanta”, przed 1998)[8][10].

## Dane
- kaliber: 23 mm
- liczba luf: 2
- długość lufy z zamkiem: - ok. 2100 mm[potrzebny przypis]
- prędkość początkowa pocisku: 970 m/s[1]
- kąt podniesienia luf: od -10° do +90°
- kąt ostrzału w azymucie: 360°
- masa wieży: - 2500 kg
- obsługa: - 1 osoba
- donośność maksymalna: w poziomie 2000 m cele nawodne, pod kątem 45° 2500 m cele powietrzne, w pionie 1500 m
- szybkostrzelność:
  - teoretyczna: 1600-2000 strzałów/min
  - praktyczna: do 400 strzałów/min
- amunicja: naboje typu 23x152B OFZT (odłamkowo-burząco-zapalający 188,5 g) i BZT (przeciwpancerno-zapalająco-smugowy 190 g)
- masa naboju: 450 g
- zapas amunicji: 2 x 50 (w wieży)
- zasada działania automatyki: wykorzystanie energii gazów prochowych
- chłodzenie luf: grawitacyjne (powietrzem)

## W muzeach
- Muzeum Obrony Wybrzeża w Świnoujściu (Fort Gerharda) - pierwsza seria produkcyjna (wyprodukowano tylko 51 sztuk, pierwszy w kolekcji muzealnej). Przekazana przez Marynarkę Wojenną RP.
- Lubuskie Muzeum Wojskowe w Drzonowie[11]

## Udostępnione
Wieża bez automatów na kutrze zwalczania okrętów podwodnych projektu 918M nr 172 wożącym turystów w Kołobrzegu.